# Frank Close
Frank Close, né le 24 juillet 1945 à Peterborough, est un physicien britannique. 

## Biographie
Il est professeur de physique à l'Université d'Oxford en plus d'être fellow du Collège d'Exeter. Il est connu tant pour son œuvre de vulgarisation scientifique que pour travaux académiques.
Ses cours de Noël de 1993 pour la Royal Institution de Grande-Bretagne sont nommés The Cosmic Onion (« l'oignon cosmique »), un nom qui devient le titre d'un de ses livres. De 2000 à 2003. il donne des cours publics, à titre de professeur d'astronomie, au Gresham College, à Londres.
Il étudie à l'université de St Andrews, puis au Magdalen College d'Oxford, où il obtient un doctorat en physique théorique. Il passe deux ans à l'université Stanford comme chercheur, et travaille au CERN. Il travaille aussi au Rutherford Appleton Laboratory en 1975 comme chercheur et chef de la division de physique théorique. Il supervise aussi les activités de communication et d'éducation publique de ce laboratoire, de 1997 à 2000.